# Pješivci
Pješivci su ranije bili brđansko pleme izvan Katunske nahije,  a širenjem Crne Gore postaju crnogorsko pleme iz Katunske Nahije na granicama s plemenima Bjelopavlići i Ozrinići. Pješivci se dijele na Gornje Pješivce na sjeveru pješivačke oblasti sa selima Stubica, Povija i Cerovo i Donje Pješivce kojima pripadaju naselja Drenovštica, Milojevići, Vitasovići, Bogmilovići, Zagorak, Selišta i Do.
Donji Pješivci kao i Gornji Pješivci dijele se po bratstvima i dalje po 'dimovima', porijeklo bratstva, ili više njih može biti od jednog pretka. Naselja Do se kod Donjih Pješivaca, sastoji se od 4 sela s bratstvima  (najbrojnije), Antovići, Matkovići' 'Rajovići i Miletići; Vitasovići, na granici prema Ozrinićima, koji se sastoje od 4 bratstva a porijeklom su od pretka Štekovića,  a najjače su obitelji Spasojevići i Radojičići; Naselje Selište, sa selima Zagorak i Selište naseljeno bratstvom "Selištana" u Selištu i tri bratstva u Zagorku: "Zagorčani" ili Šćepanovići, "Selištani" ili (Srnadičići) i Vulanovići. U Bogmilovićima žive bratstva Milunovići i "Breškovci" koji su se raspali na više manjih bratstava, a žive između rijeke Zete, planine Lupoglava i potoka Smrdana; Milojevići imaju dva sela s dva bratstva Rosandići  i Radulovići.  Posljednje donjo-pješivačko naselje je Drenovštica s crkvom Svetog Nikole. Oni se sastoje od dva bratstva od istog pretka a zovu se Backovići i Perunovići.
Gornji Pješivci imaju tek 3 velika sela, to su Povija s gornje Zete koji imaju dva bratstva Mijuškovići i Kontići sa selima Gornja Povija, Stara Povija i Vučivca. Za bratstvo Mijušković informant kaže sljedeće Njihova velika imanja bogata raznim vrstama smokava i maslina, nalazila su se u neposrednoj blizini manastira Ostrog. Rodom su iz samoga Dubrovnika, ali su se zbog krvne osveta na prostore Glave Zete doselili oko 1500.godine. Ne zna se da li su u početku bili katolici, ali se zna da su od davno pravoslavci. Slave Začeće sv. Jovana (Pješivačkog). Ta je slava toliko retka da se ne zna da li je još neko sem njih i slavi.[nedostaje izvor]
U Cerovu se nalazi devet sela i više bratstava: Zmijanovići, Magovčevići, Mandalenići, Papračani ili Popračani i drugi. Stubica se nalazi od Budoša pa prema Trubasini sa selom Stubica i Tolići. I oni se sastoje od više bratstava: Nikčevići u Stubici i Strikovići sa Strikovićima i Perovićima.

## Poznate osobe
Od poznatijih osoba od Pješivaca su Milorad Nikčević, književni povjesničar, teoretičar i književnik rođen u Stubici 14. siječnja 1941.

## Vanjske poveznice
- Pleme Pješivci